# Национални паркови Републике Српске
Национални паркови Републике Српске су подручја од изузетног природног, културно-историјског и туристичког значаја под заштитом Републике Српске. У Српској постоје три национална парка, Национални парк Козара, Национални парк Сутјеска и Национални парк Дрина. Они спадају у област надлежности три министарства, министарства за просторно уређење, грађевинарство и екологију Српске, министарства пољопривреде, шумарства и водопривреде Српске, те министарства трговине и туризма Српске.
До скора су се национални паркови Козара и Сутјеска финансирали од продаје улазница, издавања смјештаја за посјетиоце, контролисане сјече шуме, те из буџета Републике Српске. Измјенама Закона о националним парковима сјеча шуме је забрањена, што је оба национална парка оставило без једног дијела прихода којим су се финансирали.

## Паркови природе
Република Српска има и један парк природе који се налази на територији општине Србац, а зове се Барски резерват Бардача.